# Sissach
Sissach är en ort och kommun i kantonen Basel-Landschaft, Schweiz. Kommunen är huvudort i distriktet med samma namn. Sissach har 6 851 invånare (2023).